# Hong Hwa-ri
Hong Hwa-ri (21 de febrero de 2005) es una actriz infantil surcoreana.

## Filmografía

### Cine
| Año  | Título        | Papel                |
| ---- | ------------- | -------------------- |
| 2015 | Love Forecast | Kim Hyun-woo (joven) |

### Serie de televisión
| Año  | Título         | Papel         | Red  |
| ---- | -------------- | ------------- | ---- |
| 2014 | Wonderful Days | Kang Dong-joo | KBS2 |
| 2015 | Blood          | KBS2          |      |

## Premios y nominaciones
| Año  | Premio                  | Categoría          | Nominación     | Resultado |
| ---- | ----------------------- | ------------------ | -------------- | --------- |
| 2014 | 7 de Korea Drama Awards | Mejor Actriz Joven | Wonderful Days | Nominada  |
| 2014 | KBS Drama Awards        | Mejor Actriz Joven | Wonderful Days | Ganadora  |